# Уранбаська сільська рада
Уранба́ська сільська рада (рос. Уранбашский сельский совет) — сільське поселення у складі Октябрського району Оренбурзької області Росії.
Адміністративний центр — селище Уранбаш.

## Історія
Станом на 2002 рік до складу Уранбаської сільради входили село Івановка, селище Уранбаш та хутори Максимовський та Новенький, село Портнов перебувало у складі Комісаровської сільської ради. Пізніше село Портнов увійшло до складу Уранбаської сільради, а хутори Максимовський і Новенький відійшли до складу Комісаровської сільради.

## Населення
Населення — 582 особи (2019; 734 в 2010, 1081 у 2002).

## Склад
До складу сільської ради входять:
| Населений пункт | Населення, осіб (2002) | Населення, осіб (2010) |
| --------------- | ---------------------- | ---------------------- |
| Івановка, село  | 88                     | 32                     |
| Портнов, село   | 116                    | 70                     |
| Уранбаш, селище | 796                    | 632                    |